# Flabelligera gourdoni
Flabelligera gourdoni är en ringmaskart som beskrevs av Gravier 1911. Flabelligera gourdoni ingår i släktet Flabelligera och familjen Flabelligeridae. Inga underarter finns listade i Catalogue of Life.